# Al-Farazdaq
Hammām ibn Ghālib Abū Firās, connu sous le nom Al-Farazdaq (en arabe : الفرزدق), né vers l'an 640 et mort en 728, est un poète arabe.
Il vit à la cour omeyyade de Damas, où d'autres poètes célèbres se trouvent à la même époque. Avec Al-Akhtal et Jarir, Al-Farazdaq développe le genre du poème argumentatif (naqā'id), dans lequel d'autres poètes sont pris à partie. Formellement, ce sont des poèmes à mètre et rime fixes. Les calembours, le sarcasme et l'éloge de soi y sont utilisés comme dispositifs stylistiques ; ainsi Al-Akhtal et al-Farazdaq sont "alliés" contre Jarir. Mais le but du naqā'id est aussi de divertir les mécènes omeyyades des poètes.
La querelle entre al-Farazdaq et Jarir se poursuit durant 40 ans et Jarir y aurait pris un tel goût qu'après la mort d'al-Farazdaq, il aurait perdu la joie de vivre et serait mort.
Un autre genre qu'Al-Farazdaq privilégie est la Qasida, bien que ses productions, contrairement à celles de ses deux compagnons poètes, ne comprennent pas de nasīb (introduction érotique).
Ultérieurement, Al-Farazdaq sera lui-même un personnage de littérature.